# Hinsdale (Nuevo Hampshire)
Hinsdale es un pueblo ubicado en el condado de Cheshire en el estado estadounidense de Nuevo Hampshire. En el Censo de 2010 tenía una población de 4.046 habitantes y una densidad poblacional de 68,78 personas por km².

## Geografía
Hinsdale se encuentra ubicado en las coordenadas 42°48′34″N 72°30′17″O / 42.80944, -72.50472. Según la Oficina del Censo de los Estados Unidos, Hinsdale tiene una superficie total de 58.82 km², de la cual 53.26 km² corresponden a tierra firme y (9.46%) 5.56 km² es agua.

## Demografía
Según el censo de 2010, había 4.046 personas residiendo en Hinsdale. La densidad de población era de 68,78 hab./km². De los 4.046 habitantes, Hinsdale estaba compuesto por el 96.47% blancos, el 0.54% eran afroamericanos, el 0.25% eran amerindios, el 0.54% eran asiáticos, el 0.27% eran isleños del Pacífico, el 0.35% eran de otras razas y el 1.58% pertenecían a dos o más razas. Del total de la población el 1.38% eran hispanos o latinos de cualquier raza.